# Vladimir Sokolov (cyclisme)
Pour les articles homonymes, voir Sokolov.
Ne doit pas être confondu avec Viktor Alexeïevitch Sokolov.
Vladimir Mikhaïlovitch Sokolov (russe : Влади́мир Миха́йлович Соколо́в), né en 1939 et décédé en 2017, est un coureur cycliste soviétique. En 1970, il est champion du monde des 100 km contre-la-montre par équipes.

## Biographie
En 1969, il est 5e de la course de Legnica en Pologne (Szlakiem Grodów Piastowskich) et 11e de la Course de la Paix. L'année suivante, il est champion du monde du contre-la-montre par équipes.
En 1971, il est 5e du Circuit de la Sarthe et 23e de la Course de la Paix, deux courses où il remporte le classement par équipes.
Après une carrière de coureur relativement tardive (il est le plus âgé des quatre équipiers soviétiques qui remportent le championnat du monde en 1970) il est l'un des entraineurs nationaux du cyclisme soviétique à la fin des années 1970. À cette fonction, il participe avec une pléiade d'entraineurs, la plupart anciens champions du vélo, aux succès de l'équipe d'URSS dans les compétitions olympiques ou mondiales.

## Palmarès
- 1968
  - Tour du Mexique[4]
  - 2e de la Milk Race[5]
- 1970
  -  Champion du monde des 100 km contre-la-montre par équipes (avec Valeri Iardy, Boris Choukhov et Valeri Likhatchev)

## Distinctions
- 1970 : Maître honoré des sports de l'URSS[6]